# Igor Vitaljevics Szavickij
Igor Vitaljevics Szavickij (orosz nyelven: Игорь Витальевич Савицкий; Kijev, 1915. augusztus 4. – Moszkva, 1984. július 27.) szovjet avantgárd festő, régész és gyűjtő. Ő alapította a később róla elnevezett Állami Művészeti Múzeumot a karakalpaksztáni Noʻkisban. Az általa alapított múzeum képanyaga, az orosz avantgárd második legnagyobb és legjelentősebb gyűjteménye a világon, melyet egyre inkább elismernek Ázsia egyik premier művészeti intézményének.

## Életpályája
1915. augusztus 4-én született Kijevben egy viszonylag gazdag családban. 1946-ban végzett a moszkvai Surikov Művészeti Intézetben. 1950-ben a Szovjetunió Tudományos Akadémia Hvárezm-i régészeti és néprajzi expedíciójának tagjaként Karakalpaksztánba ment, hogy részt vegyen a Szergej Pavlovics Tolsztov vezette „hvárezm”-i Régészeti és Néprajzi Expedícióban. Az 1950–1957 között volt az expedíció művésze, de művészi feladatai mellett Karakalpaksztán nagyobb területeit is felfedezte, köztük számos ault (falu) települést, ahol népi és alkalmazott művészeti cikkeket talált. Hamarosan elkezdte gyűjteni ezeket a cikkeket, és Moszkva és Szentpétervár múzeumába küldte. 
Az itt töltött idő alatt szerzett élményei, a sztyeppek kultúrája és népe lenyűgözően hatottak rá, módszeresen kezdte gyűjteni a karakalpak szőnyegeket, jelmezeket, ékszereket és egyéb műalkotásokat. Ugyanakkor elkezdte gyűjteni a közép-ázsiai művészek rajzait és festményeit, köztük az üzbég iskola, és az 1950-es-1960-as évek végének orosz avantgárd rajzait és festményeit, amelyeket akkoriban a szovjet hatóságok bűnösnek nyilvánítottak és megsemmisítésre ítéltek. 
A Múzeum ma mintegy 90 000 darab gyűjteményt tartalmaz, köztük grafikákat, festményeket és szobrokat, valamint több ezer tárgyat, textíliát és ékszert, a Khorezm ősi civilizációjától a kortárs üzbég és karakalpak művészek műveitől kezdve. Szavickij itt felfedezett magának egy alkalmazott karakalpak népművészetet. Az ilyen művészet iránti szenvedélye volt az egyik fő oka annak, hogy elhagyta Moszkvát és Noʻkisbe költözött, és ott is élt haláláig.
1984-ből, 1957 és 1966 közötti időben a térségből gyűjtött kiterjedt gyűjteményi anyagának: ékszereknek, szőnyegeknek, érméknek, ruháknak és egyéb leleteknek sokasága birtokában meggyőzte a hatóságokat saját múzeumuk szükségességéről. 1966-ban kurátorként alapította meg a múzeumot.
Ezt követően Szavickij több ezer közép-ázsiai művész alkotását, köztük B. O'rol Tansiqboyev és Viktor Ufimtsev alkotásait is összegyűjtötte.

## Munkássága
Mint tájművész, felfedezte a Karakalpakstan természeti tájainak gazdagságát. Festményeinek nagy része szabadban készült. Munkái pontos és festői módon ábrázolják Karakalpak sajátos varázsát. Savitsky nem rendelkezik felesleges elemekkel a festményeiben, lírizmusa, őszintesége és a természet iránti szeretete magával ragadó. 
Szavickij elnyerte az Üzbég Szovjet Szocialista Köztársaság tiszteletbeli művésze címet, a Karakalpaksztan Autonóm Szovjet Szocialista Köztársaság Népművésze és a Berdakh Köztársasági Díjat.  
2002-ben posztumusz megkapta a „Buyuk Khizmatlari Uchun” érdemrendet.

## Könyvei
- Igor Savitsky Vitalievich: Gossudarstwennyj musei iskusstw karakalpakskoi ASSR. Moszkva 1976
- Igor Savitsky Vitalievich: Narodnoje prikladnoje Iskusstvo karakalpakow. Resba po derewy. Tashkent 1965